# Robert Knight (cantante)
Robert Knight, nato Robert Henry Peebles (Franklin, 21 aprile 1940 – Nashville, 5 novembre 2017), è stato un cantante statunitense celebre per la sua Everlasting Love, di cui verranno realizzate molte cover.

## Biografia
Stando ai resoconti ufficiali e della famiglia, l'artista nacque a Franklin, nel Tennessee, nel 1940; altre fonti asseriscono invece che la sua data di nascita sia il 1945.
Knight debuttò con i Paramounts, quintetto composto da amici che lui aveva conosciuto a scuola. Fu anche attivo nel trio vocale Fairlanes.
Nel 1967 venne messo sotto contratto dalla Rising Sons e pubblicò il singolo d'esordio Everlasting Love, scritto da Buzz Cason e Mac Gayden. La canzone si inserì alla posizione numero 14 della US R&B, al numero 13 della Hot 100 e la numero 40 della classifica britannica. Sempre nel Regno Unito, la cover dei Love Affair uscita lo stesso anno raggiunse la posizione di quest'ultima graduatoria.
Knight registrò altri due successi pop intitolati Blessed Are the Lonely e Isn't It Lonely Together. Grazie alla continua rotazione radiofonica che venne fatta nel Regno Unito tra il 1973 e il 1974 da parte dei disc jockey Northern soul, la sua Love on a Mountain Top raggiunse la posizione numero 10 della classifica britannica; la cover dello statunitense Carl Carlton si inserì alla posizione numero 6 della Hot 100. L'ultimo brano di Knight da classifica è Better Get Ready for Love, giunto alla posizione numero 53 della UK chart.
Knight lavorò come tecnico di laboratorio all'Università Vanderbilt, insegnante di chimica e addetto di scalo.
Knight morì nel 2017, all'età di 77 anni, a Nashville.

## Discografia

### Album in studio
- 1967 – Everlasting Love
- 1971 – Love on a Mountain Top

### Singoli
- 1967 – Everlasting Love
- 1968 – Blessed Are the Lonely
- 1968 – Isn't It Lonely Together
- 1970 – I Only Have Eyes for You
- 1973 – Love on a Mountain Top
- 1974 – Better Get Ready for Love
- 1974 – The Outsider
- 1975 – I'm Coming Home to You
- 1976 – I've Got News for You